# اسکادران ۱۷ تاکتیک‌های ویژه
اسکادران ۱۷ تاکتیک‌های ویژه (انگلیسی: 17th Special Tactics Squadron) یکی از واحدهای تاکتیک‌های ویژه فرماندهی عملیات‌های ویژه نیروی هوایی ایالات متحده آمریکا است.